# Wales' kvindefodboldlandshold
Wales' kvindefodboldlandshold repræsenterer Wales i internationale fodboldturneringer for kvinder. Holdet styres af Welsh FA.

## Resultater

### Verdensmesterskabet
| VM i fodbold for kvinder | VM i fodbold for kvinder | VM i fodbold for kvinder | VM i fodbold for kvinder | VM i fodbold for kvinder | VM i fodbold for kvinder | VM i fodbold for kvinder | VM i fodbold for kvinder | VM i fodbold for kvinder | VM i fodbold for kvinder |
| År                       | Resultat                 | K                        | V                        | U*                       | T                        | M+                       | M-                       | MF                       |                          |
| ------------------------ | ------------------------ | ------------------------ | ------------------------ | ------------------------ | ------------------------ | ------------------------ | ------------------------ | ------------------------ | ------------------------ |
| 1991                     | Deltog ikke              | Deltog ikke              | Deltog ikke              | Deltog ikke              | Deltog ikke              | Deltog ikke              | Deltog ikke              | Deltog ikke              |                          |
| 1995                     | Ikke kvalificeret        | Ikke kvalificeret        | Ikke kvalificeret        | Ikke kvalificeret        | Ikke kvalificeret        | Ikke kvalificeret        | Ikke kvalificeret        | Ikke kvalificeret        |                          |
| 1999                     | Ikke kvalificeret        | Ikke kvalificeret        | Ikke kvalificeret        | Ikke kvalificeret        | Ikke kvalificeret        | Ikke kvalificeret        | Ikke kvalificeret        | Ikke kvalificeret        |                          |
| 2003                     | Ikke kvalificeret        | Ikke kvalificeret        | Ikke kvalificeret        | Ikke kvalificeret        | Ikke kvalificeret        | Ikke kvalificeret        | Ikke kvalificeret        | Ikke kvalificeret        |                          |
| 2007                     | Ikke kvalificeret        | Ikke kvalificeret        | Ikke kvalificeret        | Ikke kvalificeret        | Ikke kvalificeret        | Ikke kvalificeret        | Ikke kvalificeret        | Ikke kvalificeret        |                          |
| 2011                     | Ikke kvalificeret        | Ikke kvalificeret        | Ikke kvalificeret        | Ikke kvalificeret        | Ikke kvalificeret        | Ikke kvalificeret        | Ikke kvalificeret        | Ikke kvalificeret        |                          |
| 2015                     | Ikke kvalificeret        | Ikke kvalificeret        | Ikke kvalificeret        | Ikke kvalificeret        | Ikke kvalificeret        | Ikke kvalificeret        | Ikke kvalificeret        | Ikke kvalificeret        |                          |
| 2019                     | Ikke kvalificeret        | Ikke kvalificeret        | Ikke kvalificeret        | Ikke kvalificeret        | Ikke kvalificeret        | Ikke kvalificeret        | Ikke kvalificeret        | Ikke kvalificeret        |                          |
| 2023                     | Ikke kvalificeret        | Ikke kvalificeret        | Ikke kvalificeret        | Ikke kvalificeret        | Ikke kvalificeret        | Ikke kvalificeret        | Ikke kvalificeret        | Ikke kvalificeret        |                          |
| 2031                     | TBD                      | -                        | -                        | -                        | -                        | -                        | -                        | -                        |                          |
| 2035                     | Kvalificeret             | -                        | -                        | -                        | -                        | -                        | -                        | -                        |                          |
| Total                    | 1/12                     | -                        | -                        | -                        | -                        | -                        | -                        | -                        |                          |

### Europamesterskabet
| År    | Resultat               | K                      | V                      | U*                     | T                      | M+                     | M-                     |
| ----- | ---------------------- | ---------------------- | ---------------------- | ---------------------- | ---------------------- | ---------------------- | ---------------------- |
| 1984  | Kvalificerede sig ikke | Kvalificerede sig ikke | Kvalificerede sig ikke | Kvalificerede sig ikke | Kvalificerede sig ikke | Kvalificerede sig ikke | Kvalificerede sig ikke |
| 1987  | Kvalificerede sig ikke | Kvalificerede sig ikke | Kvalificerede sig ikke | Kvalificerede sig ikke | Kvalificerede sig ikke | Kvalificerede sig ikke | Kvalificerede sig ikke |
| 1989  | Kvalificerede sig ikke | Kvalificerede sig ikke | Kvalificerede sig ikke | Kvalificerede sig ikke | Kvalificerede sig ikke | Kvalificerede sig ikke | Kvalificerede sig ikke |
| 1991  | Kvalificerede sig ikke | Kvalificerede sig ikke | Kvalificerede sig ikke | Kvalificerede sig ikke | Kvalificerede sig ikke | Kvalificerede sig ikke | Kvalificerede sig ikke |
| 1993  | Kvalificerede sig ikke | Kvalificerede sig ikke | Kvalificerede sig ikke | Kvalificerede sig ikke | Kvalificerede sig ikke | Kvalificerede sig ikke | Kvalificerede sig ikke |
| 1995  | Kvalificerede sig ikke | Kvalificerede sig ikke | Kvalificerede sig ikke | Kvalificerede sig ikke | Kvalificerede sig ikke | Kvalificerede sig ikke | Kvalificerede sig ikke |
| 1997  | Kvalificerede sig ikke | Kvalificerede sig ikke | Kvalificerede sig ikke | Kvalificerede sig ikke | Kvalificerede sig ikke | Kvalificerede sig ikke | Kvalificerede sig ikke |
| 2001  | Kvalificerede sig ikke | Kvalificerede sig ikke | Kvalificerede sig ikke | Kvalificerede sig ikke | Kvalificerede sig ikke | Kvalificerede sig ikke | Kvalificerede sig ikke |
| 2005  | Kvalificerede sig ikke | Kvalificerede sig ikke | Kvalificerede sig ikke | Kvalificerede sig ikke | Kvalificerede sig ikke | Kvalificerede sig ikke | Kvalificerede sig ikke |
| 2009  | Kvalificerede sig ikke | Kvalificerede sig ikke | Kvalificerede sig ikke | Kvalificerede sig ikke | Kvalificerede sig ikke | Kvalificerede sig ikke | Kvalificerede sig ikke |
| 2013  | Kvalificerede sig ikke | Kvalificerede sig ikke | Kvalificerede sig ikke | Kvalificerede sig ikke | Kvalificerede sig ikke | Kvalificerede sig ikke | Kvalificerede sig ikke |
| 2017  | Kvalificerede sig ikke | Kvalificerede sig ikke | Kvalificerede sig ikke | Kvalificerede sig ikke | Kvalificerede sig ikke | Kvalificerede sig ikke | Kvalificerede sig ikke |
| 2021  | Kvalificerede sig ikke | Kvalificerede sig ikke | Kvalificerede sig ikke | Kvalificerede sig ikke | Kvalificerede sig ikke | Kvalificerede sig ikke | Kvalificerede sig ikke |
| 2025  | Gruppespil             | 3                      | 0                      | 0                      | 3                      | 2                      | 13                     |
| Total | 1/14                   | 3                      | 0                      | 0                      | 3                      | 2                      | 13                     |

## Aktuel trup
Følgende spillere blev udtaget til den officielle spilletrup ved EM i fodbold 2025 i Schweiz.